# João Batista de Oliveira (político de Minas Gerais)
João Batista de Oliveira foi um político brasileiro do estado de Minas Gerais. Foi deputado estadual em Minas Gerais da 13ª à 14ª legislaturas (1995 a 2003) sendo eleito pelo PSB.